# Hanno van der Does
Jhr. Johan Adriaan Emile (Hanno) van der Does ('s-Gravenhage, 3 februari 1933 – aldaar, 22 november 2021) was een Nederlands advocaat, plaatsvervangend landsadvocaat en lid van de Raad van State.

## Biografie
Van der Does is lid van de adellijke familie Van der Does en een zoon van landsadvocaat jhr. mr. Gerrit Willem van der Does (1894-1972) en Vera Ingeborg Enthoven (1908-1983, zuster van musicus/historicus Emile Enthoven). Hij trouwde in 1957 met Anna (Ank) Rissik (1933-2017) uit welk huwelijk vier kinderen werden geboren.
Hij studeerde rechten aan de Rijksuniversiteit Leiden waar hij in 1957 afstudeerde. Van 1959 tot 1981 was Van der Does vervolgens advocaat en lid maatschap van een advocatenkantoor. Vanaf 1967 trad hij ook op als plaatsvervangend landsadvocaat, als opvolger van Geb Scholten. Beide functies gaf hij op toen hij vanaf 1 oktober 1981 lid van de Raad van State werd; hij bleef dat tot 1 juli 2001 waarna hij tot staatsraad in buitengewone dienst werd benoemd, wat hij bleef tot 2003.
Van der Does had vele nevenfuncties, onder andere op het gebied van zeilschepen. Van 1966 tot de opheffing in 1969 was hij ook de laatste secretaris van de Zuiderzeeraad. Verder was hij voorzitter van het bestuur en lid van de financiële commissie van de Kloosterkerkgemeente, naast voorzitter van de Stichting Onderhoudsfonds Kloosterkerk en van de Stichting Garantiefonds Kloosterkerk.
Sinds 1989 is hij commandeur in de Orde van Oranje-Nassau. Hij stierf in 2021 op 88-jarige leeftijd.
- Parlement.com: vg09llydxthz